# Червионе
Червионе (фр. Cervione, корс. Cervioni) — коммуна во Франции, находится в регионе Корсика. Департамент коммуны — Верхняя Корсика. Входит в состав кантона Кастаньичча. Округ коммуны — Бастия.
Код INSEE коммуны — 2B087.

## Население
Население коммуны на 2008 год составляло 1646 человек.
| 1962 | 1968 | 1975 | 1982 | 1990 | 1999 | 2008 |
| ---- | ---- | ---- | ---- | ---- | ---- | ---- |
| 1100 | 1400 | 1450 | 1254 | 1334 | 1452 | 1646 |

## Экономика
В 2007 году среди 1049 человек в трудоспособном возрасте (15—64 лет) 646 были экономически активными, 403 — неактивными (показатель активности — 61,6 %, в 1999 году было 57,2 %). Из 646 активных работали 574 человека (344 мужчины и 230 женщин), безработных было 72 (30 мужчин и 42 женщины). Среди 403 неактивных 76 человек были учениками или студентами, 120 — пенсионерами, 207 были неактивными по другим причинам.